# Kanegem
Kanegem est une section de la ville belge de Thielt située en Région flamande dans la province de Flandre-Occidentale. La localité est située à l'est de la province, non loin de la frontière avec la province de Flandre-Orientale. Vu son caractère rural, on lui a donné le nom de « village vert » ou le « village enfleuri ». C'était une commune à part entière avant la fusion des communes de 1977.

## Démographie

### Évolution démographique
- Sources : INS, Rem. : 1831 jusqu'en 1970 = recensements, 1976 = nombre d'habitants au 31 décembre[2].

## Culture et patrimoine

### Monuments
- Église baroque Saint-Bavo appelée aussi « De kathedraal van te lande ».
- Moulin à vent « Mevrouw »

### Personnalités
- Pieter Ombregt, photographe belge, qui a fait carrière à Chicago
- Godfried Danneels, cardinal et archevêque de Malines
- Auguste Vandekerkhove, inventeur, féministe et auteur.
- Albéric Schotte, coureur cycliste.